# 西班牙君主
西班牙君主為西班牙的國家元首兼三军统帥，但事實上為虛位元首，不干涉内政，同時為伊比利亞-美洲國家組織名譽主席，屬西班牙王室（西班牙語：Monarquía Española）成員之首。王室在《西班牙憲法》中稱之為，為西班牙歷史上與目前的憲政機構。西班牙王室由世襲君主與其家人所組成，由西班牙王室內廷機構支持王室行使職責與特權。现任西班牙君主为費利佩六世，萊蒂西亞王后與其女兒阿斯圖里亞斯女親王萊昂諾爾和索菲亞公主為王室成員。
西班牙君主由15世紀天主教雙王的聯姻奠基。其外孫卡洛斯一世所屬的哈布斯堡王朝，令西班牙進入黃金時期。之後經歷西班牙王位繼承戰，王位落入現時的西班牙波旁王朝。19至20世紀，王位經歷反覆推翻和復辟，直至1978年經復辟王室的胡安·卡洛斯一世主動放權，成為完全的立憲君主。
按照憲法，現時的西班牙國王的職權包括：
- 御准和頒佈（國會通過的）法律
- 根據憲法提供的國會任期限制召開和解散國會
- 在憲法訂明的情況下召開公投
- 向國會提出政府主席（首相）人選，並正式任免首相和自治政府主席
- 根據首相建議任命其他閣員
- 按內閣提交的名單行使褒獎權
- 接收國家議題資訊，以及在首相邀求下主持內閣會議
- 向軍隊發出最高指令
- 行使法律上的酌情權
- 資助王家學院

另外，作為伊比利亞-美洲國家組織名譽主席，國王的職責包括維繫西班牙與其他國家，尤其西語系國家的關係。
近年西班牙陷入財政危機，現任國王在民意壓力下主動提出縮減財政開支。截至2018年，西班牙王室預算為7900萬歐元，於歐洲各王室中，其公共預算支出最低。
西班牙允許女性繼承王位，但繼承權次於男性。